# Zophoplites hyloscia
Zophoplites hyloscia är en stekelart som beskrevs av Porter 1998. Zophoplites hyloscia ingår i släktet Zophoplites och familjen brokparasitsteklar. Inga underarter finns listade i Catalogue of Life.